# Kim Ji-young (attrice 2005)
Kim Ji-young (김지영?; 8 luglio 2005) è un'attrice sudcoreana.

## Filmografia

### Cinema
- Oneul (오늘?), regia di Lee Jeong-hyang (2011)
- 7 kwang gu (7광구?), regia di Kim Ji-hoon (2011)
- Dogani (도가니?), regia di Hwang Dong-hyuk (2011)
- Teochi (터치?), regia di Min Byung-hun (2012)
- Mi-na moonbanggoo (미나 문방구?), regia di Jung Ik-hwan (2013)
- The webtoon: Yeogosar-in (더 웹툰 : 예고살인?), regia di Kim Yong-kyoon (2013)
- Miseuteo ko (미스터 고?), regia di Kim Yong-hwa (2013)
- Soombakkokjil (숨바꼭질?), regia di Huh Jung (2013)
- Saranghae! Jin-youngah (사랑해! 진영아?), regia di Lee Sung-eun (2013)

### Televisione
- Butaghaeyo kaebtin (부탁해요 캡틴?) – serie TV (2012)
- Salaryman chohanji (샐러리맨 초한지?) – serie TV (2012)
- Nae insaengui danbi (내 인생의 단비?) – serie TV (2012)
- Baempaieo geomsa (뱀파이어 검사?) – serie TV (2012)
- Sebun gyeolhonhaneun yeoja (세번 결혼하는 여자?) – serie TV (2013-2014)
- Eommaui sum (엄마의 섬?), regia di Song Hyun-wook – film TV (2013)
- Watta! Jangbori (왔다! 장보리?) – serie TV (2014)
- Doctor ibang-in (닥터 이방인?) – serie TV (2014)
- Yuhok (유혹?) – serie TV (2014)
- Punch (펀치?) – serie TV (2014-2015)
- Chiljeonpalgi goohaera (칠전팔기 구해라?) – serie TV (2015)
- Yihonbyeonhosaneun yeonaejoong (이혼변호사는 연애중?) – serie TV (2015)
- Nae ttal, Geum Sa-wol (내 딸, 금사월?) – serie TV (2015-2016)
- Live Shock (라이브 쇼크?), regia di Kim Dong-whi – film TV (2015)
- Gureumi geurin dalbit (구르미 그린 달빛?) – serie TV (2016)
- Bapsang charineun namja (밥상 차리는 남자?) – serie TV (2017-2018)
- Boksu note 2 (복수노트 2?) – serie TV (2018)
- Maseong-ui gippeum (마성의 기쁨?) – serie TV (2018)
- Son: The Guest (손: The Guest?) – serie TV (2018)
- Jinchoohaga dolawadda (진추하가 돌아왔다?), regia di Sung Do-joon – film TV (2018)
- Waegeurae pungsangssi (왜그래 풍상씨?) – serie TV (2019)
- Itaewon Class (이태원 클라쓰?) – serie TV (2020)
- U-ahan chingudeul (우아한 친구들?) – serie TV (2020)
- Vietato arrendersi (구필수는 없다?, Gu Pil-sueobdaLR) – serie TV (2022)